# Абдуллино (Мечетлинский район)
Абдуллино (баш. Абдулла) — деревня в Мечетлинском районе Республики Башкортостан Российской Федерации. Административный центр Абдуллинского сельсовета.

## География
Находится на северо-востоке республики, на правом берегу реки Ай в месте впадения в неё реки Тавра в 23 км к северо-западу от села Большеустьикинское, в 185 км к северо-востоку от Уфы и в 62 км к югу от Красноуфимска.
На левом берегу Ая вблизи деревни находится Абдуллинское городище.

## История
Основана в конце XVII в. башкирами Кущинской волости Сибирской даруги. По договорам от 1726, 1776 и 1782 годов о припуске здесь поселились ясачные татары, часть которых впоследствии перешла в тептяри. В 1795 в 70 дворах проживало 343 человека.
В «Списке населенных мест по сведениям 1870 года», изданном в 1877 году, населённый пункт упомянут как деревня Абдуллина 4-го стана Златоустовского уезда Уфимской губернии. Располагалась при реке Ае и речке Тавре, в 185 верстах от уездного города Златоуста и в 50 верстах от становой квартиры в селе Ногуши (Нугуш). В деревне, в 72 дворах жили 409 человек (197 мужчин и 212 женщин, татары, тептяри), были мечеть, училище, 4 коноводных мельницы. Жители занимались земледелием, скотоводством.
По сведениям переписи 1897 года, в 2-х деревнях Абдуллина Златоустовского уезда Уфимской губернии жили 1256 человек (673 мужчины и 583 женщины), из них 1237 мусульман.
В 1906 в первой деревне в 171 дворе проживало 690 человек (мечеть, 2 бакалейные лавки); во второй в 106 дворах — 578 человек (мечеть, школа, кузница, хлебозапасный магазин).
С 1920-х годов обе деревни учитываются вместе.

## Население
| 1939 | 1959 | 1970 | 1979 | 1989 | 2002 | 2009 | 2010 |
| ---- | ---- | ---- | ---- | ---- | ---- | ---- | ---- |
| 964  | ↘826 | ↗929 | ↘667 | ↘495 | ↗553 | ↗574 | ↘510 |

### Историческая численность населения
В 1906 — 1268* чел.; в 1920 — 1535* человек (* — по сумме обеих деревень).

### Национальный состав
Согласно переписи 2002 года: татары — 66 %, башкиры — 29 %.

## Известные уроженцы, жители
Среди уроженцев З. Г. Аюпова — заслуженный артист БАССР.

## Инфраструктура
Личное подсобное хозяйство с зоной сельскохозяйственного использования, индивидуальная застройка усадебного типа.

## Транспорт
Имеется тупиковая подъездная дорога (через деревню Ключевой) от автодороги Р350 Красноуфимск — Большеустьикинское — Месягутово — М5.